# Couderc 3309
Le Couderc 3309, ou abrégé en 3309 C, est un cépage créé pour servir de porte-greffe à la vigne.

## Origine
Sa création date de 1881, lorsque Georges Couderc a hybridé un Vitis riparia avec Vitis rupestris. 
En France, il sert de support à environ 140 000 hectares.

## Caractères ampélographiques
Le bourgeonnement est fermé et les jeunes feuilles sont rougeâtres à bronzées. 

Le rameau est érigé et donne l'aspect d'un buisson. Sa section est ovale à circulaire. Il est violacé et glabre.

Les feuilles adultes sont petites à moyennes, orbiculaires, entières. Le sinus pétiolaire est ouvert en U, ou en V sur les feuilles des entre-cœurs. Le limbe est involuté, lisse, brillant, parfois gaufré et martelé. 

Les fleurs sont mâles, donc ne donnent pas de fruits. Elles sont rougeâtres à la base des pétales.

Les sarments aoûtées sont brun-rouge ou violacés et glabres. 

## Aptitudes

### Adaptation au terroir
Il a une bonne tolérance au phylloxera radicicole, mais est sensible aux nématodes. Sa tolérance au calcaire est faible, pas au-delà de 20 % de calcaire total et 11 % de calcaire actif pour un indice de pouvoir chlorosant de 10. Il est bien adapté aux sols acides. Il tolère bien un excès modéré et momentané d'eau, mais redoute les coups de sècheresse. Il ne supporte pas les chlorures, donc est à proscrire en zones littorales salées.
Il convient bien aux sols argileux et argilo-graveleux peu ou pas calcaires, profonds, mais pas hydromorphes.

### Aptitude au greffage
Le 3309 C a une très bonne reprise au bouturage et au greffage. Les bois de greffe se conservent bien et n'ont pas besoin d'hormone de bouturage.

L'affinité avec les greffons est généralement bonne, mais il existe des problèmes d'assemblage avec le sauvignon B, mais aussi de manière moins marquée avec les cabernet sauvignon N et la syrah N. A contrario, l'affinité est particulièrement bonne avec le colombard B, le petit et le gros manseng B ou le tannat N, leur association donnant des vins de qualité.